# Iniàssevo
Iniàssevo (en rus: Инясево) és un poble de l'óblast de Saràtov, a Rússia, segons el cens del 2010 tenia 337 habitants. Pertany al districte municipal de Romànovka.